# Hermann z Altaich

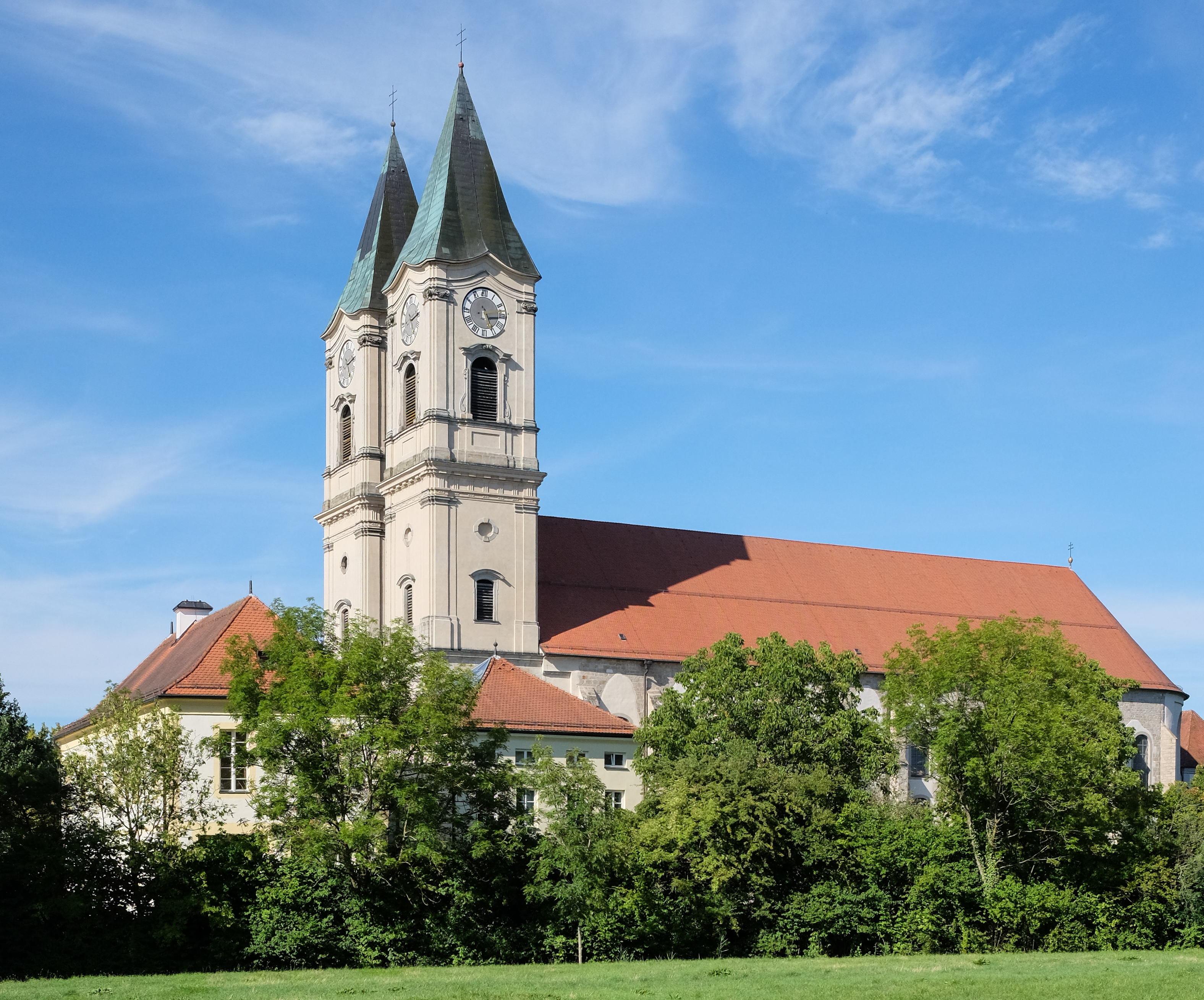
Kościół klasztorny w Niederalteich

Hermann z Altaich, Hermann von Altach (ur. w 1200 lub w 1201, zm. 31 lipca 1275) – średniowieczny historyk, zakonnik.
Wykształcony w opactwie Benedyktynów w Niederalteich w Bawarii, gdzie pełnił funkcję kustosza, a od 27 października 1242 do 12 marca 1273 - opata.
Był autorem roczników Annales Hermanni obejmujących lata 1137–1273, istotnych zwłaszcza ze względu na opis dziejów Bawarii, Węgier i Austrii.
Inne jego dzieła to: De rebus suis gestis, De institutione monasterii Altahensis, De advocatis Altahensibus (życiorys księcia Bogen, patrona Altach).